# Юнгерманія шилоподібна
{{#ifeq:0|0|{{#if:Jungermannia subulata|{{#if:|[[]}}|[[]]}}}}
Юнгерманія шилоподібна (Jungermannia subulata) — вид печіночників порядку юнгерманіальних (Jungermanniales).
Таксон вважається синонімом до Liochlaena subulata (A.Evans) Schljakov

## Поширення
Батьківщиною є Європа, Північна Африка, Азія.
Росте у вологих яружних лісах на вологих тінистих силікатних породах, також на мертвій деревині, рідше на перегнійному або суглинистому ґрунті.

## Характеристика
Jungermannia subulata тісно пов’язана з Jungermannia leiantha. Утворює нещільні килимки від світло- до трав'янисто-зеленого, іноді червонувато-коричневого кольору. Рослини та листя дуже схожі на згаданий вид. На відміну від Jungermannia leiantha, рослини зазвичай мають висхідні пагони лише з лускоподібними листками та несучими виводковими тілами. Статевий розподіл дводомний.